# Евдокимов, Юрий Алексеевич
Ю́рий Алексе́евич Евдоки́мов (род. 10 декабря 1945 года, Клевань, Ровенская область, УССР, СССР) — губернатор Мурманской области (1996—2009).

## Биография
Родился 10 декабря 1945 года в Клевани в семье офицера. Официально зарегистрировать рождение у родителей получилось лишь в январе следующего года; тогда в отделе ЗАГС была записана другая дата: 1 января 1946 года. Из Клевани семья перебиралась поочерёдно в Александрию, Сарны, Дубно, Мизочи, а затем в районный центр Верба, где Юрий Евдокимов пошёл в школу. В 1954 его семья переехала в Запорожье, где прошло детство и юношество Юрия Евдокимова. C 1963 по 1970 год он работал электрослесарем, мастером по ремонту оборудования, наладчиком сборочного цеха Запорожского электровозоремонтного завода. Срочную службу проходил в Группе советских войск в Германии. В 1970 году заочно окончил Днепропетровский инженерно-строительный институт по специальности инженер-механик. После армии с 1972 по 1974 год работал старшим инженером, прорабом Запорожского научно-исследовательского института строительного производства.
В 1974 году по приглашению треста «Ковдорстрой» приехал в Мурманскую область. Работал механиком, прорабом, старшим прорабом треста. С октября 1974 по январь 1984 года — инструктор, заведующий промышленно-транспортным отделом, секретарь, второй секретарь Кировского горкома КПСС. В 1984 году окончил Ленинградскую высшую партийную школу. С 1984 по 1990 — заведующий отделом строительства, секретарь Мурманского обкома КПСС.
С 1990 по 1994 год возглавлял Мурманский областной Совет народных депутатов. С 1994 по 1996 работал генеральным директором Мурманского филиала АО «Акционерная финансовая корпорация „Система“». В декабре 1996 года избран главой администрации Мурманской области, с декабря 1997 года — губернатор Мурманской области. В марте 2000 года переизбран на второй срок (набрал более 86,6 % голосов избирателей).
С 24 мая по 19 декабря 2003 — член президиума Государственного совета Российской Федерации.
В марте 2004 переизбран на третий срок (набрал 77,1 % голосов избирателей). В феврале 2007 года в четвертый раз стал губернатором Мурманской области.
21 марта 2009 года президент России Дмитрий Медведев принял отставку по собственному желанию Юрия Евдокимова.

## Награды
- Орден «За заслуги перед Отечеством» III степени (1 января 2006) — за большой вклад в социально-экономическое развитие области и многолетнюю добросовестную работу[5]
- Орден «За заслуги перед Отечеством» IV степени (8 декабря 1999) — за большой личный вклад в социально-экономическое развитие области[6][7]
- Орден «Знак Почёта»
- Командор ордена Заслуг (Норвегия, 29 августа 2007)[8]
- Орден «За заслуги» III степени (Украина, 26 мая 2003) — за весомый личный вклад в развитие социально-экономического, культурного сотрудничества между Киевской и Мурманской областями[9]
- Почётная грамота правительства Российской Федерации (29 декабря 2005) — за большой личный вклад в социально-экономическое развитие Мурманской области и многолетний добросовестный труд[10]
- Почётный гражданин Мурманской области (2020)[11]